# مدرسه عالی ملی هنرهای زیبا
مدرسه عالی ملی هنرهای زیبا (به فرانسوی: École nationale supérieure des Beaux-Arts) نام برجسته‌ترین مدرسه عالی مربوط به هنرهای زیبا در کشور فرانسه است که در شهر پاریس قرار دارد.

## تاریخچه
مدرسه هنرهای زیبای پاریس در سال ۱۶۴۸ میلادی توسط شارل لبرون نقاش مشهور فرانسوی، توسعه مطالعات در زمینه‌های نقاشی، طراحی، مجسمه‌سازی، جواهرسازی و معماری تحت عنوان آکادمی علوم نقاشی و مجسمه‌سازی تأسیس شد. مدرسه هنرهای زیبای پاریس در زمان حکومت لویی چهاردهم تحت تأثیر حکومت دولتی قرار گرفت تا به سال ۱۸۶۳ که توسط ناپلئون سوم دوباره مستقل شد.

## دانش‌آموختگان
- سهراب سپهری، شاعر، نویسنده و نقاش برجسته ایرانی
- جلیل ضیاءپور، نقاش و مردم‌شناس برجسته ایرانی که از او به عنوان «پدر نقاشی مدرن ایران» یاد می‌شود.
- ابوالحسن صدیقی، نقاش و مجسمه‌ساز برجستهٔ ایرانی.
- ژاک لوئی داوید، نقاش برجسته فرانسوی.
- ادگار دگا، نقاش برجسته فرانسوی.
- ژول لوفور، نقاش فیگوراتیو و برندهٔ جایزهٔ بزرگ رُم
- جولز لورنس، نقاش فرانسوی.
- اوژن دولاکروا، نقاش برجسته فرانسوی.
- ژان اونور فراگونارد، نقاش برجسته فرانسوی.
- شارل گارنیه، معمار مشهور فرانسوی.
- تونی گارنیه، معمار مشهور فرانسوی.
- تئودور ژریکو، نقاش برجسته فرانسوی و از بنیانگذاران نقاشی رومانتیسیسم.
- ژان اگوست دومینیک انگر، نقاش برجسته فرانسوی.
- کلود مونه، بنیانگذار نقاشی دریافتگری (امپرسیونیسم) فرانسوی.
- گوستاو مورو، نقاش مشهور نمادگرای فرانسوی.
- پیر آگوست رنوار، نقاش مشهور فرانسوی.
- آلفرد سیسلی، نقاش برجسته فرانسوی.
- سیاوش تیموری، معمار و نظریه‌پرداز برجسته ایرانی.
- رولان توپور، تصویرگر، نقاش و کاریکاتوریست فرانسوی.
- مسعود فراستی، دانش‌آموخته هنرهای تجسمی، عضو هیئت رییسهٔ کانون منتقدان فیلم، محقق، تهیه‌کننده و مجری برنامه‌های تلویزیونی، مؤلف و مترجم.
- شکوه ریاضی، از پیشگامان هنر و نقاشی مدرن در ایران و نوگراترین زن نقاشی ایران
- خسرو افضلیان، معمار، نویسنده، استاد دانشگاه
- ایران درودی، نقاش، کارگردان، نویسنده، منتقد هنری و استاد دانشگاه
- هوشنگ سیحون معمار، طراح، نقاش، تندیس ساز
- ایرج زند تندیس ساز، طراح، نقاش

## نگارخانه

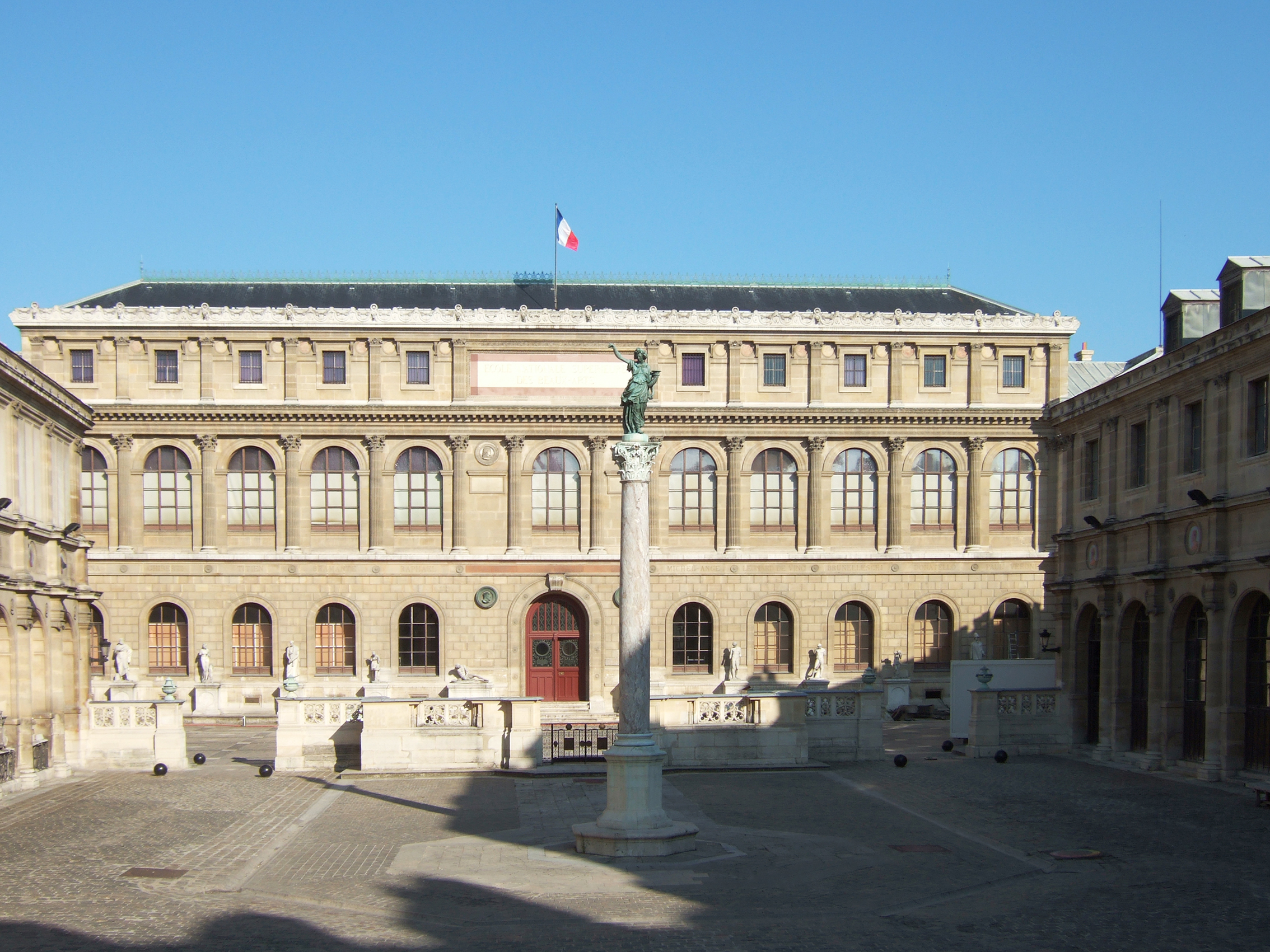
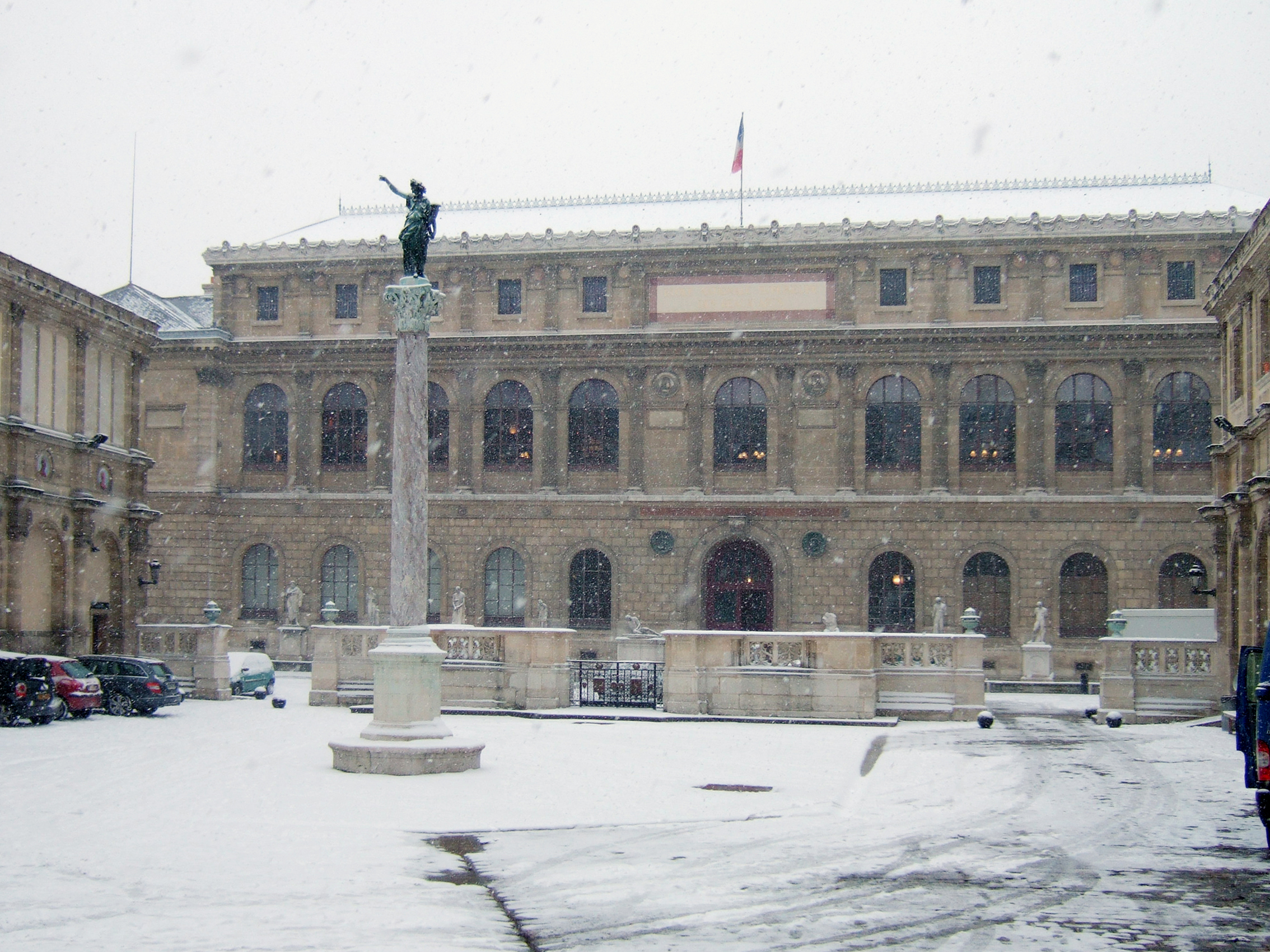
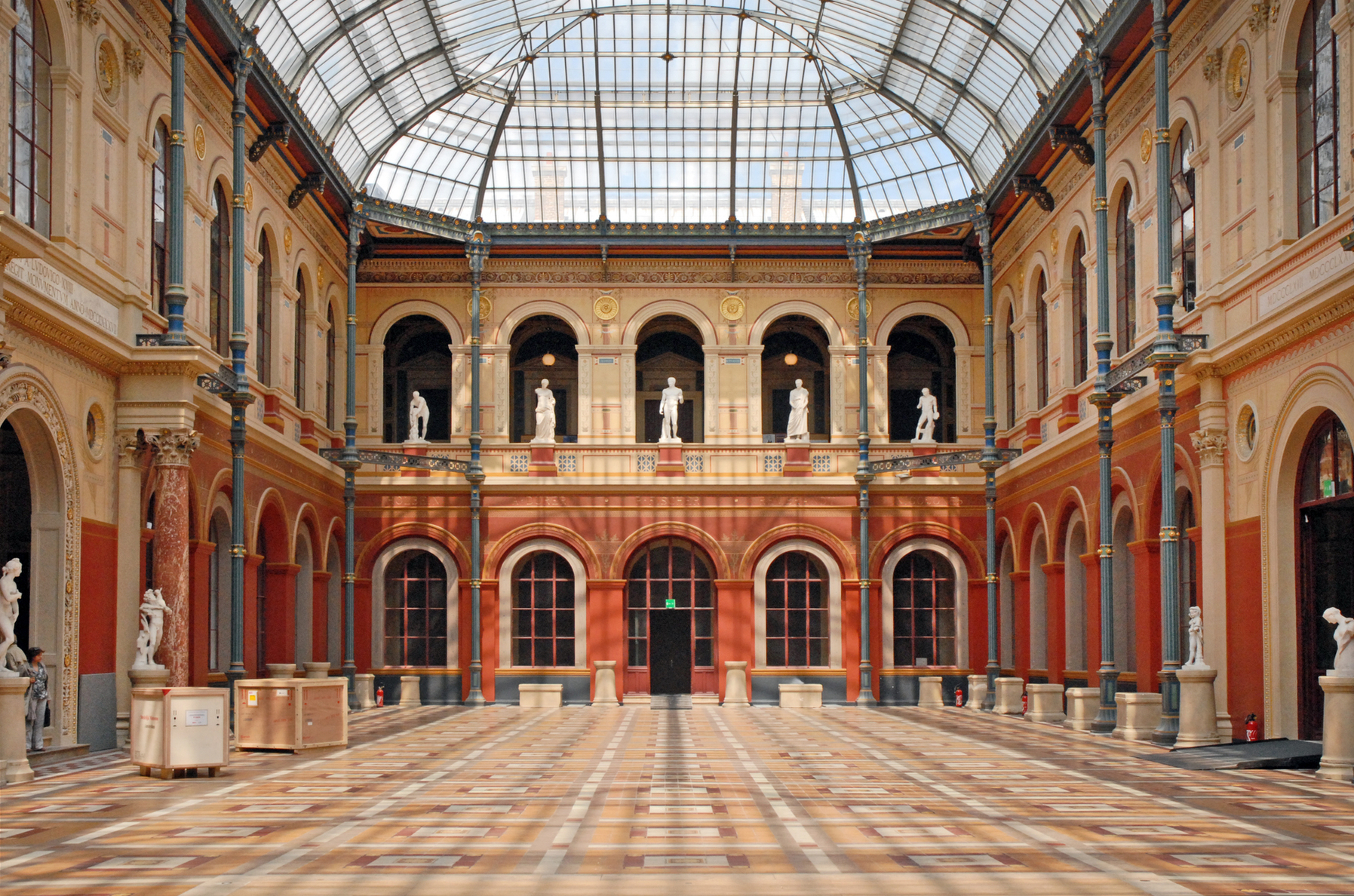
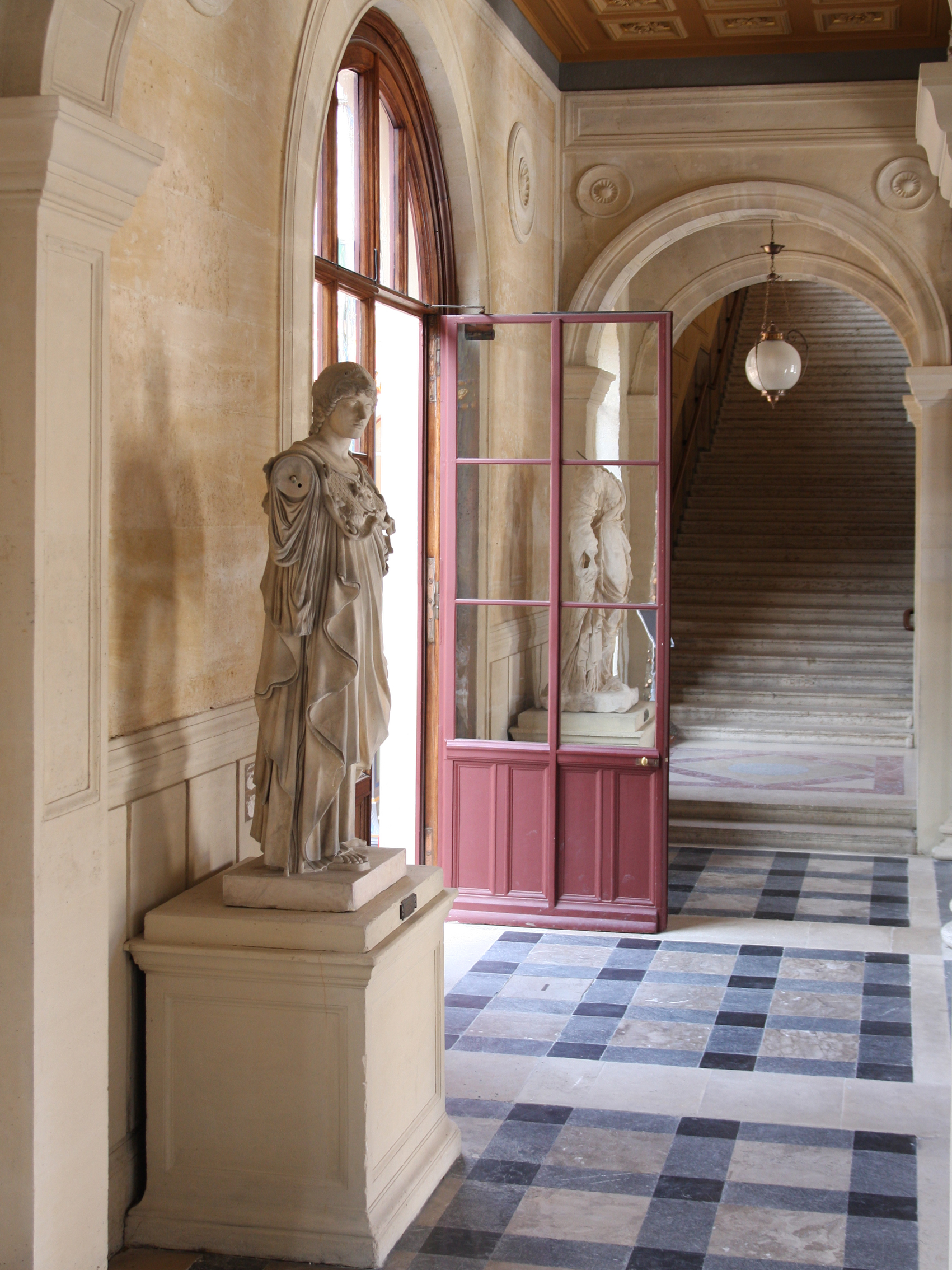
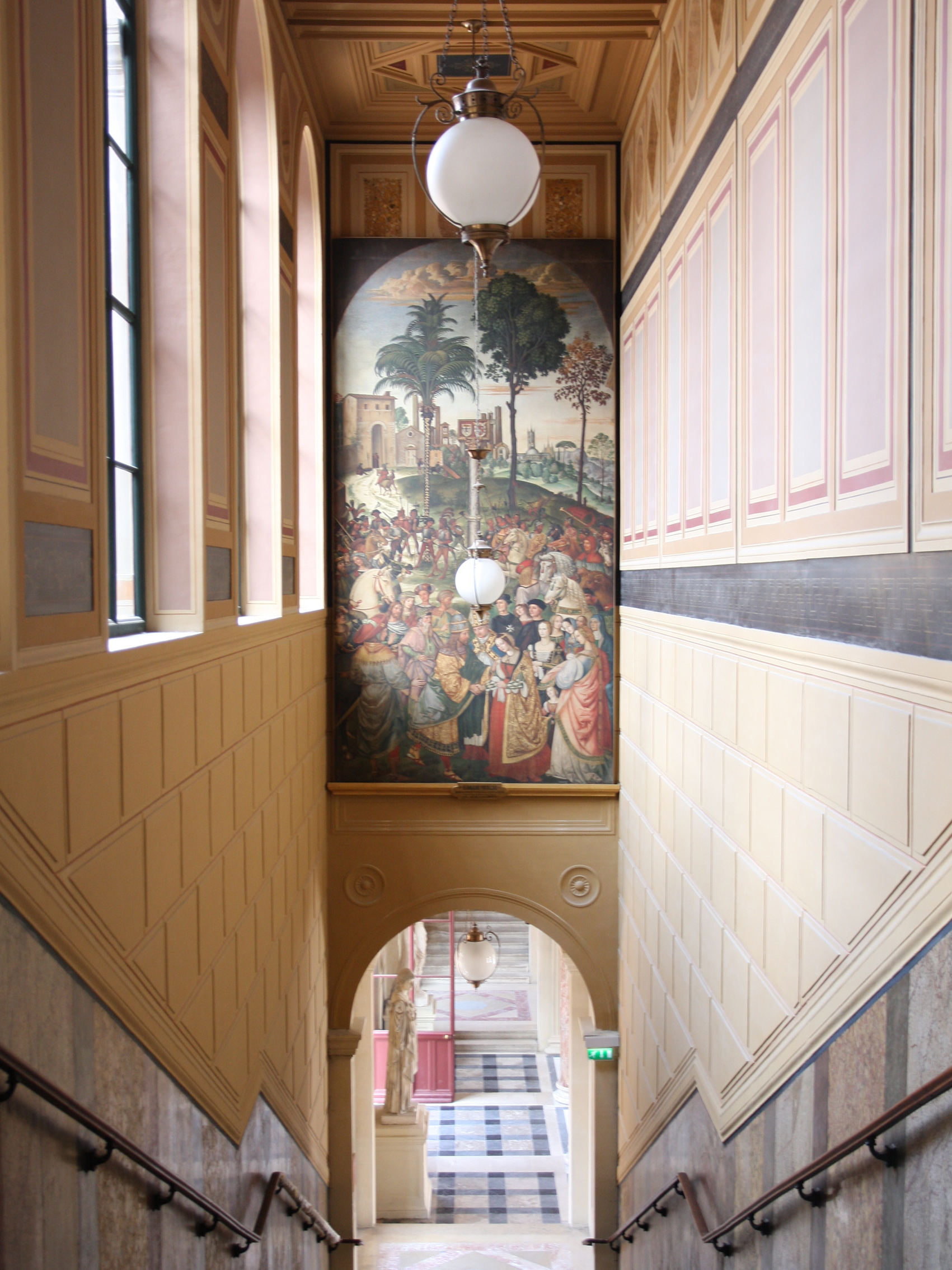
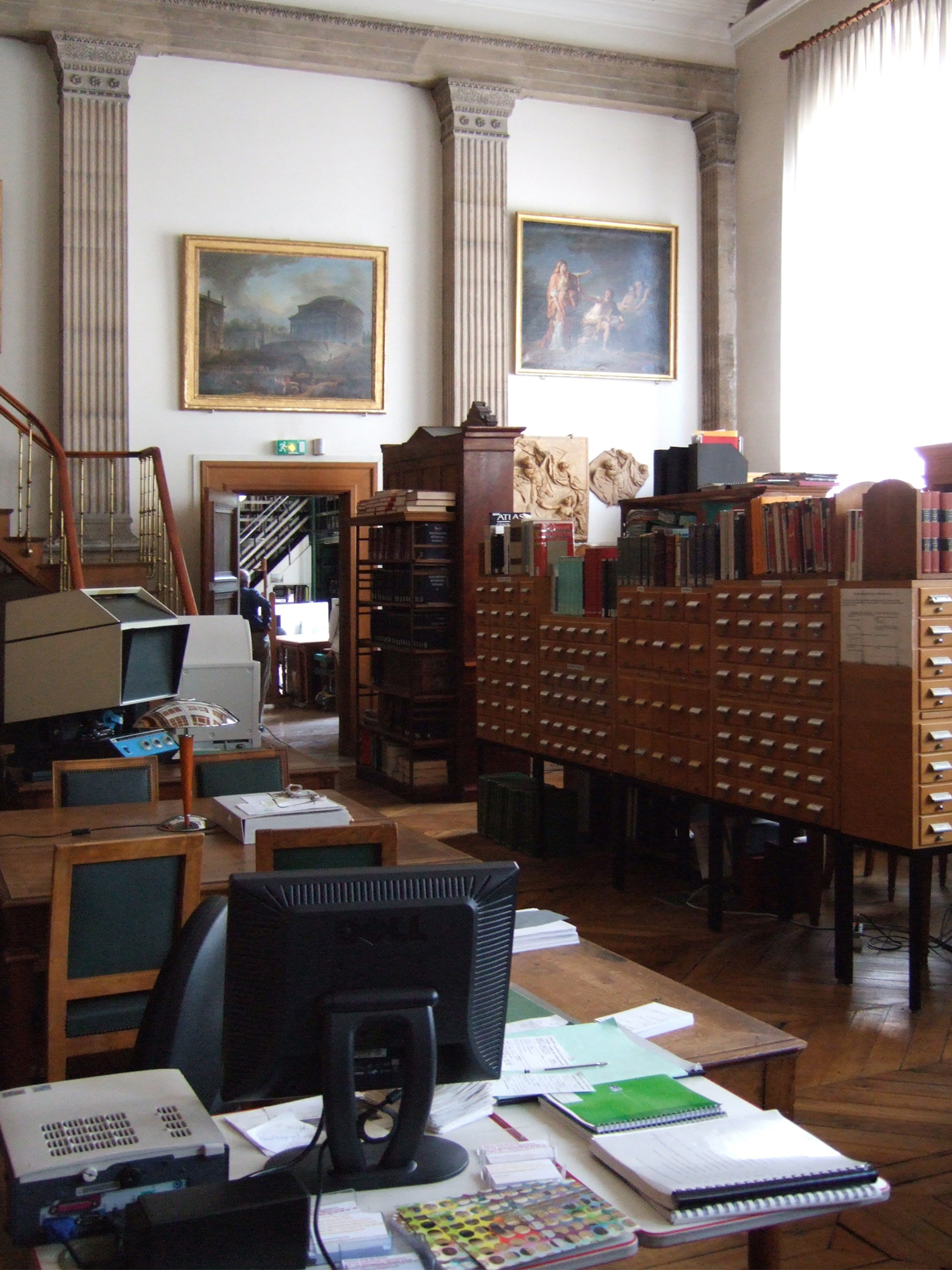
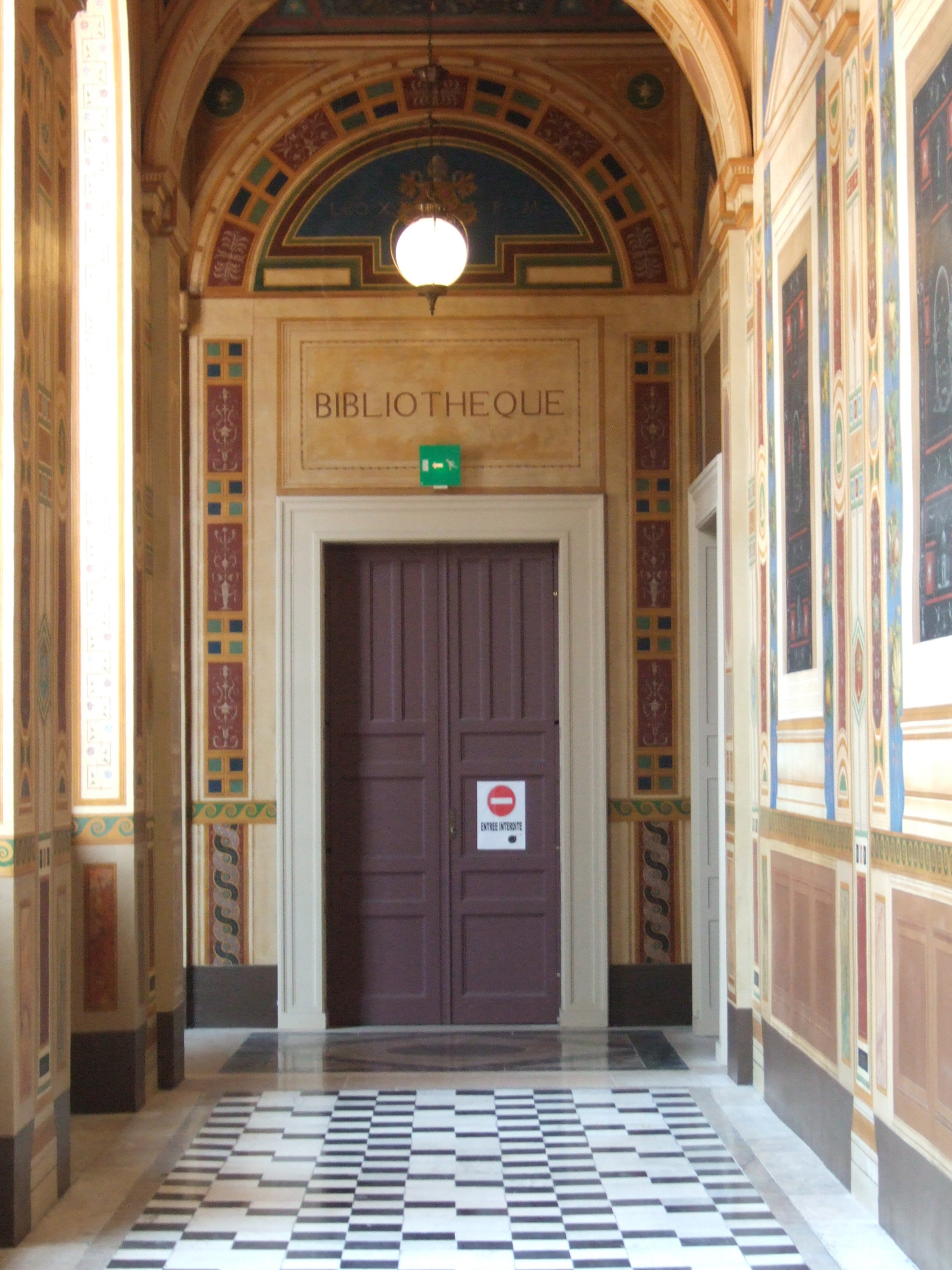